# آسرور علیکولوف
آسرور علیکولوف (انگلیسی: Asror Aliqulov؛ زادهٔ ۱۲ سپتامبر ۱۹۷۸) بازیکن فوتبال اهل ازبکستان بود.
از باشگاه‌هایی که در آن بازی کرده است می‌توان به باشگاه فوتبال مشعل مبارک، باشگاه فوتبال نسف قرشی، باشگاه فوتبال دینامو سمرقند، و باشگاه فوتبال پخته‌کار تاشکند اشاره کرد.
وی همچنین در تیم ملی فوتبال ازبکستان بازی کرده است.